# Gnaphalium cymatoides
Gnaphalium cymatoides là một loài thực vật có hoa trong họ Cúc. Loài này được Kunze ex DC. mô tả khoa học đầu tiên năm 1838.